# Tanaíta
תַּנָּאִים (ṯannā'īym) é um termo usado para designar os sábios rabínicos (c. 30-200) cujas interpretações estão registradas na מִשְׁנָה (mīšənāh). O período ṯannā'īytico também chamado de período mīšənāhíco, sendo posterior aos Zugot e anterior aos אָמוֹרָאִים ('āmōrā'īym).
|  |

## Etimologia
O nome tanna provém da raiz verbal aramaica תנא, que é o equivalente aramaico talmúdico da raiz verbal hebraica שָׁנָה (šānāh), que por sua vez, também é a raiz da palavra hebraica מִשְׁנָה (mīšənāh/מ+שנה). O verbo hebraico שָׁנָה (šānāh) significa literalmente "repetir [o que foi ensinado]" e assim, usado de forma למד (LMD), i.e., "para estudar", e conseqüentemente "para aprender". Sendo assim, a palavra hebraica תַּנָּאִים (ṯannā'īym), faz referência aos professores que "repetem" a תּוֹרָה שֶׁבְּעַל פֶּה (ṯōrāh šebə'al peh). O termo foi usado pela primeira vez na Guemará para indicar um professor mencionado na מִשְׁנָה (mīšənāh) ou para um baraita, em contraste com as autoridades posteriores, os אָמוֹרָאִים ( 'āmōrā'īym). Nem todos os professores da תּוֹרָה שֶׁבְּעַל פֶּה (ṯōrāh šebə'al peh) que são mencionados na מִשְׁנָה (mīšənāh) são chamados תַּנָּאִים (ṯannā'īym), mas apenas aqueles pertencentes ao período que começa com os discípulos de Shammai e Hilel e terminando com os contemporâneos de Judá, o príncipe. As autoridades que precederam esse período são chamadas de zeḳenim ha-rishonim (os antigos anciãos). No tempo dos אָמוֹרָאִים ('āmōrā'īym), o nome tanna foi dado também a um bem versado na מִשְׁנָה (mīšənāh) e as outras tradições ṯannā'īyticas.

## Histórico
Os tanaítas aparecem historicamente como sucessores dos escribas do período de Esdras e Neemias, membros da Grande Assembleia (corpo legislativo judaico ativo entre; c. 500-300 a.C.), que estabeleceram as normativas da prática judaica, além de iniciarem o processo de compilação e canonização do texto bíblico. A partir do fechamento da Mishná, tem-se início o período dos amoraítas ou amoraím, cujos estudos, comentários e conclusões, redigidos tanto na cidade de Yavne quanto na Babilônia, geraram os corpos literários denominados guemarót, dando origem aos talmudím da Babilônia (bavlí) e de Jerusalém (yerushalmi).

## Período e gerações
O período do Tannaim, que durou cerca de 210 anos (10-220), é geralmente dividido por estudiosos judeus em cinco ou seis seções ou gerações, sendo o objetivo de tal divisão mostrar quais professores desenvolveram sua principal atividade contemporaneamente. Alguns tannaitas, entretanto, estavam ativos em mais de uma geração. O que se segue é uma enumeração das seis gerações e dos taninos mais proeminentes, respectivamente, pertencentes a eles:

### Primeira Geração (10-80 C.E.)
Principais Tannaim: os Shammaítas (Bet Shammai) e os Hillelítas (Bet Hillel); 'Aḳabya b. Mahalaleel; Rabban Gamaliel, o Velho; Ḥanina, chefe dos sacerdotes (segan ha-kohanim); Simeão b. Gamaliel; Yohanã b. Zakkai.

### Segunda Geração (80-120)
Principais Tannaim: Rabban Gamaliel II. (de Jabneh); Zadok; Dosa b. Harkinas; Eliezer b. Jacob; Eliezer b. Hircano; Joshua b. Hananiah, Eleazar b. Azarias; Judá b. Bathyra.

### Terceira Geração (120-140)
Principais Tannaim: Ṭarfon; Ismael; Aquiba; Johanan b. Nuri; José ha-Gelili; Simeão b. Nanos; Judá b. Baba; e Yohanã b. Baroḳa. Vários deles floresceram no período anterior.

### Quarta Geração
Esta geração se estendeu desde a morte de Aquiba (c. 140) até a do patriarca Simeão b. Gamaliel (c. 165). Os professores pertencentes a esta geração foram: Meir; Judá b. Ilai; Jose b. Ḥalafta; Simeão b. Yoḥai; Eleazar b. Shammua; Johanan ha-Sandalar; Eleazar b. Jacob, Neemiá; Joshua b. Ḳarḥa; e o acima mencionado Simeon b. Gamaliel.

### Quinta Geração (165-200)
Principais Tannaim: Nathan ha-Babli; Symmachus; Judá ha-Nasi I.; José b. Judá; Eleazar b. Simeão; Simeão b. Eleazar.

### Sexta Geração (200-220)
A esta geração pertencem os contemporâneos e discípulos de Judá ha-Nasi. Eles são mencionados no Tosefta e no Baraita, mas não na Mixná. Seus nomes são: Polemo, Issi b. Judá; Eleazar b. José; Ishmael b. José; Judá b. Laḳish; Ḥiyya; Aḥa, Abba (Arika). Esses professores são denominados "semi-tannaim"; e, portanto, alguns estudiosos contam apenas cinco gerações de tannaim. Estudiosos cristãos, além disso, contam apenas quatro gerações, considerando o segundo e o terceiro como um.

## Lista dos Tannaim
A lista a seguir enumera todos os zeḳenim harishonim, tannaim mencionados na literatura Talmúdica-Midráxica, aqueles que são bem conhecidos e freqüentemente mencionados, bem como aqueles cujos nomes ocorrem apenas uma vez na Mixná e Tosefta ou no Talmud e Midrax. A este período pre-tannaítico pertencem os chamados pares (zugot) de professores: Simeão, o Justo e Antígono de Soko; José ben Joezer e José ben Johanan; Joshua ben Peraḥyah e Nittai de Arbela; Judá ben Tabbai e Simeão ben-Sheṭaḥ; Semaías e Abálion; Hillel e Shammai. Lista:

### A
- Abba Benjamin;
- Abba Doresh;[24]
- Abba Eleazar b. Dula'i;
- Abba Eleazar b. Gamaliel;
- Abba Gorion de Sidon;[25]
- Abba Ḥanin;[26]
- Abba Jose b. Dosetai;[27]
- Abba Jose b. Ḥanin;[28]
- Abba Jose de Maḥoza;
- Abba Jose Torti
- Abba Joseph o Horonita;
- Abba Kohen de Bardala;
- Abba Saul;[29]
- Abba Saul b. Baṭnit;[30]
- Abba Yudan de Sidon;
- Absalom, o ancião;[31]
- Abtalion;[32]
- Abtolemus;
- Abtolos;
- Admon;
- Aḥa I.;[33]
- Aḥai b. Josiah;
- 'Aḳabya b. Mahalaleel;
- Aquiba bem José;
- Antigonus de Soko;[34]
- Antoninus;
- Azariah;

### B
- Baba ben Buṭa;[35]
- Baitos b. Zonin
- *Bar Ḳappara
- *Ben Bag-Bag
- Ben Buḳri
- Ben Paṭuri
- Benaiah
- *Benjamin (an Egyptian proselyte)
- Ben Zomá

### D
- Dosa
- Dosa b. Harkinas
- *Dosetai
- *Dosetai b. Judah
- *Dosetai of Kefar Yatma
- *Dosetai b. Yannai

### E
- *Eleazar ben Aḥwai
- *Eleazar ben 'Arak
- *Eleazar b. Azariah
- *Eleazar ben Dama
- Eleazar ben Hananiah ben Hezekiah
- Eleazar b. Ḥarsom
- *Eleazar b. Ḥisma
- *Eleazar b. Jacob
- *Eleazar b. Jose
- *Eleazar b. Judah of Bartota
- Eleazar b. Judah of Kefar Obelim
- *Eleazar ha-Ḳappar
- *Eleazar b. Mattai
- *Eleazar of Modi'im
- *Eleazar ben Peraṭa I.
- *Eleazar ben Peraṭa II.
- Eleazar b. Phinehas
- Eleazar b. Pilai (or Piabi)
- *Eleazar b. Shammua
- *Eleazar b. Simeon
- Eleazar b. Yannai
- *Eliezer ben Hyrcanus
- *Eliezer b. Isaac
- *Eliezer b. Jacob (1st cent.)
- *Eliezer b. Jose ha-Gelili
- Eliezer b. Judah (contemporary of Judah I.)
- *Eliezer b. Taddai
- *Eliezer b. Zadok, I.
- *Eliezer b. Zadok, II.
- *Elisha ben Abuyah
- *Ephraim Maḳsha'ah
- *Eurydemus ben Jose

### G
- *Gamaliel I.
- *Gamaliel II. (of Jabneh)
- *Gamaliel III. (b. Judah I.)

### H
- *Ḥalafta
- Ḥalafta b. Ḥagra
- Ḥalafta b. Jose
- *Ḥalafta b. Karuya
- *Ḥalafta of Kefar Hananiah
- *Hanan, Abba
- *Hanan the Egyptian
- Hanan b. Menahem
- *Hananiah (n e p h e w of R. Joshua)
- Hananiah b. 'Adai
- *Hananiah b. 'Aḳabya
- *Hananiah b. 'Aḳashyah
- *Hananiah b. Ḥakinai
- Hananiah b. Hezekiah b. Garon
- Hananiah b. Jose ha-Gelili
- *Hananiah b. Judah
- *Hananiah of Ono
- *Hananiah (Ḥanina) b. Teradion
- Hananiah of Ṭibe'im
- *Ḥanina
- *Ḥanina b. Adda
- *Ḥanina b. Antigonus
- *Ḥanina b. Dosa
- *Ḥanina b. Gamaliel II.
- Ḥanina Segan ha-Kohanim
- Hezekiah Abi 'Iḳḳesh
- *Ḥidḳa
- *Hillel
- *Ḥiyya bar Abba (Rabbah)
- Ḥiyya b. Eleazar ha-Ḳappar
- Ḥiyya b. Naḥmani
- Huzpit the Meturgeman

### I
- Ilai
- Isaac
- Ishmael b. Eleazar b. Azariah
- *Ishmael b. Elisha
- *Ishmael b. Johanan b. Baroḳa
- *Ishmael b. Jose b. Ḥalafta

### J
- *Jacob of Kefar Ḥiṭṭaya
- *Jacob b. Ḳorshai (R. Jacob)
- Jaddua (Babylonian pupil of R. Meïr)
- *Jeremiah
- Jeshebab
- *Johanan b. Baroḳa
- Johanan b. Dahabai
- *Johanan b. Gudgada
- *Johanan ben ha-Ḥoranit
- Johanan b. Joseph
- Johanan ben Joshua
- Johanan b. Josiah
- Johanan b. Matthias
- *Johanan b. Nuri
- *Johanan ha-Sandalar
- *Johanan b. Torta
- *Johanan ben Zakkai
- Jonathan b. Abtolemus
- Jonathan b. Bathyra
- Jonathan b. Joseph
- Jonathan b. Meshullam
- *Jonathan ben Uzziel
- Jose (son of the Damascene)
- *Jose b. 'Aḳabya
- Jose b. Assi
- Jose b. Eleazar
- Jose b. Eliakim
- Jose b. Elisha
- *Jose ha-Gelili
- Jose b. Gilai
- Jose b. Gurya
- *Jose b. Ḥalafta
- Jose b. Ḥanina
- Jose ha-Ḥoram
- *Jose ben Joezer
- *Jose ben Johanan
- Jose ben Josiah
- *Jose (Ise) ben Judah
- Jose b. Ḳaẓrata
- Jose b. Kippor
- Jose b. Ḳisma
- *Jose ha-Kohen
- Jose b. Menahem
- Jose b. Meshullam
- Jose of Modi'im
- Jose b. Petros
- Jose b. Shammai
- Jose b. Yasyan
- Jose b. Zimra
- Joshua b. Akiba
- Joshua b. Bathyra
- Joshua ha-Garsi
- *Joshua b. Hananiah
- Joshua b. Hyrcanus
- Joshua b. Jonathan
- Joshua b. Kaposai
- *Joshua b. Ḳarḥa
- Joshua b. Mamal
- Joshua b. Matthias
- *Joshua b. Peraḥyah
- Joshua b. Ziruz
- *Josiah
- *Judah I. (ha-Nasi)
- Judah b. Agra
- *Judah b. Baba
- *Judah b. Bathyra
- Judah b. Dama
- Judah b. Doroteus
- Judah b. Gadish
- Judah b. Gamaliel
- Judah b. Gerim
- Judah b. Hananiah
- *Judah ben Ilai
- Judah b. Jair
- Judah b. Johanan b. Zakkai
- Judah b. Jose
- Judah ha-Kohen
- *Judah ben Laḳish
- Judah b. Naḳosa
- Judah b. Nehemiah
- Judah b. Ro'eẓ
- Judah b. Shammua
- Judah b. Simeon
- Judah b. Ṭabbai
- Judah b. Temah

### L
- Levi ha-Saddar
- *Levi b. Sisi
- Levitas of Jabneh

### M
- *Mattithiah b. Ḥeresh
- Mattithiah b. Samuel
- *Me'asha
- *Meïr
- Menahem of Galya
- Menahem b. Jose
- Menahem b. Nappaḥa
- Menahem b. Sagnai
- Mona
- Monobaz

### N
- *Nahum of Gimzo
- Nahum ha-Lablar
- *Nahum the Mede
- *Nathan
- Nehemiah
- Nehemiah of Bet Deli
- Nehorai
- Neḥunya b. Elinathan
- Neḥunya b. Gudgada
- *Neḥunya ben ha-Ḳanah
- *Nittai of Arbela

### O
- *Onias ha-Me'aggel
- *Onḳelos

### P
- Pappias
- *Pappos b. Judah
- Perida
- *Phinehas ben Jair
- Polemo

### R
- *Reuben ben Strobilus

### S
- Samuel the Younger
- Shammai
- Shela
- Shemaiah
- Simai
- Simeon (brother of Azariah)
- *Simeon b. 'Aḳashyah
- Simeon b. Akiba
- Simeon b. Azzai
- Simeon b. Bathyra
- *Simeon b. Eleazar
- Simeon b. Gamaliel I.
- Simeon b. Gamaliel II.
- Simeon b. Gudda
- Simeon b. Ḥalafta
- *Simeon b. Ḥanina
- Simeon he-Ḥasid
- Simeon b. Hillel
- *Simeon b. Jehozadak
- *Simeon b. Jose b. Lekonya
- *Simeon b. Judah of Kefar 'Ikos
- *Simeon b. Judah ha-Nasi I.
- Simeon the Just
- Simeon b. Kahana
- *Simeon of Ḳiṭron
- *Simeon b. Menasya
- *Simeon of Mizpah
- *Simeon ben Nanos
- *Simeon b. Nethaneel
- *Simeon ha-Paḳoli
- *Simeon ben ha-Segan
- *Simeon ben Sheṭaḥ
- *Simeon Shezuri
- *Simeon of Shiḳmona
- *Simeon b. Ṭarfon
- *Simeon of Teman
- *Simeon b. Yoḥai
- Simeon b. Zoma
- *Symmachus

### T
- *Ṭarfon
- *Theodosius (T h e u d a s) of Rome

### Y
- *Yannai

### Z
- Zachariah b. Abkulas
- Zachariah b. Ḳabutal
- Zacbariah b. ha-Ḳaẓẓab
- *Zakkai